# Bahamy na letnich igrzyskach olimpijskich
Reprezentacja Bahamów na letnich igrzyskach olimpijskich po raz pierwszy wystartowała podczas igrzysk w Helsinkach w 1952 roku. Wtedy to wystartowało 7 zawodników.
Jak dotąd reprezentanci Bahamów zdobyli piętnaście medali. Pierwszy medal, brązowy, zdobyli żeglarze Sloane Farrington i Durward Knowles w klasie Star podczas igrzysk w Melbourne w 1956 roku. Pierwszy złoty medal również zdobyli żeglarze Cecil Cooke i Durward Knowles również w klasie Star podczas igrzysk w Tokio w 1964 roku.

## Klasyfikacja medalowa
| Miejsce             | Złoto | Srebro | Brąz | Razem |
| ------------------- | ----- | ------ | ---- | ----- |
| 1952 Helsinki       | 0     | 0      | 0    | 0     |
| 1956 Melbourne      | 0     | 0      | 1    | 1     |
| 1960 Rzym           | 0     | 0      | 0    | 0     |
| 1964 Tokio          | 1     | 0      | 0    | 1     |
| 1968 Meksyk         | 0     | 0      | 0    | 0     |
| 1972 Monachium      | 0     | 0      | 0    | 0     |
| 1976 Montreal       | 0     | 0      | 0    | 0     |
| 1984 Los Angeles    | 0     | 0      | 0    | 0     |
| 1988 Seul           | 0     | 0      | 0    | 0     |
| 1992 Barcelona      | 0     | 0      | 1    | 1     |
| 1996 Atlanta        | 0     | 1      | 0    | 1     |
| 2000 Sydney         | 2     | 0      | 0    | 2     |
| 2004 Ateny          | 1     | 0      | 1    | 2     |
| 2008 Pekin          | 0     | 1      | 1    | 2     |
| 2012 Londyn         | 1     | 0      | 0    | 1     |
| 2016 Rio de Janeiro | 1     | 0      | 1    | 2     |
| 2020 Tokio          | 2     | 0      | 0    | 2     |

## Medaliści letnich igrzysk olimpijskich z Bahamów

### Złote medale
- Durward Knowles, Cecil Cooke  – żeglarstwo, klasa Star mężczyzn – Tokio 1964
- Savatheda Fynes, Chandra Sturrup, Pauline Davis-Thompson, Debbie Ferguson, Eldece Clarke-Lewis – lekkoatletyka, sztafeta 4×100 metrów kobiet – Sydney 2000
- Pauline Davis-Thompson – lekkoatletyka, bieg na 200m kobiet – Sydney 2000
- Tonique Williams-Darling – lekkoatletyka, bieg na 400m kobiet – Ateny 2004
- Chris Brown, Michael Mathieu, Ramon Miller, Demetrius Pinder – lekkoatletyka, sztafeta 4 × 400 m mężczyzn – Londyn 2012

### Srebrne medale
- Debbie Ferguson, Eldece Clarke-Lewis, Chandra Sturrup, Savatheda Fynes, Pauline Davis-Thompson – lekkoatletyka, sztafeta 4×100 metrów kobiet – Atlanta 1996
- Andretti Bain, Michael Mathieu, Andrae Williams, Chris Brown – lekkoatletyka, sztafeta 4×400 metrów mężczyzn – Pekin 2008

### Brązowe medale
- Durward Knowles, Sloane Farrington – żeglarstwo, klasa Star mężczyzn – Melbourne 1956
- Frank Rutherford – lekkoatletyka, trójskok mężczyzn – Barcelona 1992
- Debbie Ferguson – lekkoatletyka, bieg na 200m kobiet – Ateny 2004
- Leevan Sands – lekkoatletyka, trójskok mężczyzn – Pekin 2008